# Liste des pièces commémoratives de 2 euros de 2019
Carte
- deux pièces commémoratives de 2 € émises
- une pièce commémorative de 2 € émise
- pas de pièce commémorative de 2 € émise
- ne fait pas partie de la zone euro

Chronologie
2018 2020
Une pièce commémorative de 2 euros est une pièce de 2 euros frappée par un État membre de la zone euro ou par un des micro-États autorisés à frapper des pièces de monnaie libellées en euro, destinée à commémorer un événement historique ou célébrer un événement actuel important.  
Cet article répertorie les 32 pièces commémoratives émises en 2019. 

## Pièces émises
Pour un article plus général, voir Pièce commémorative de 2 euros.
| Allemagne                | 70e anniversaire de la fondation du Bundesrat, en 1949 à Bonn, |                       |
|                          | Représentation du siège actuel du Bundesrat, ancienne Chambre des seigneurs de Prusse, à Berlin. Sous le bâtiment le mot BUNDESRAT au-dessus de l'initiale du pays émetteur D (pour Deutschland). Au-dessus du bâtiment, le millésime 2019. L'anneau externe de la pièce comporte les douze étoiles du drapeau européen. À la suite d'un changement dans l'ordre des présidences, l'Allemagne n'émet pas de pièce de la première série de pièces de 2 € commémoratives sur les Länder allemands en 2019. En effet, la présidence du Schleswig-Holstein a déjà été commémorée en 2006. |                       |
| Graveur : Michael Otto   | \| Gravure sur la tranche : \| Date : \| Tirage : \| \| \| 1er février 2019 \| 30 millions de pièces \| |                       |
| Gravure sur la tranche : | Date : | Tirage :              |
|                          | 1er février 2019 | 30 millions de pièces |

| Allemagne                 | 30e anniversaire de la chute du Mur de Berlin, dans la nuit du 9 au 10 novembre 1989, |                       |
|                           | Le Mur de Berlin dont un pan s'est écroulé, laissant passer une foule en liesse et des colombes de la paix. Au fond, la Porte de Brandebourg. Sur le mur, à gauche, comme un tag, la légende 30 JAHRE MAUERFALL (30 ans chute du mur). En bas, le millésime 2019 et l'abréviation du pays émetteur D (pour Deutschland). L'anneau externe de la pièce comporte les douze étoiles du drapeau européen. Le dessin est similaire à celui de la pièce émise par la France. |                       |
| Graveur : Joaquin Jimenez | \| Gravure sur la tranche : \| Date : \| Tirage : \| \| \| 2 octobre 2019 \| 30 millions de pièces \| |                       |
| Gravure sur la tranche :  | Date : | Tirage :              |
|                           | 2 octobre 2019 | 30 millions de pièces |

| Andorre                  | Finales de la Coupe du monde de ski alpin 2018-2019, du 13 au 17 mars 2019 à Soldeu, |               |
|                          | Un skieur alpin devant le logo de la compétition et entouré de flocons de neige. En haut, la légende FINALS DE LA COPA DEL MÓN D'ESQUÍ ALPÍ (Finales de la Coupe du monde de ski alpin), suivie de la mention du pays émetteur ANDORRA et du millésime 2019. L'anneau externe de la pièce comporte les douze étoiles du drapeau européen. |               |
| Graveur :                | \| Gravure sur la tranche : \| Date : \| Tirage : \| \| \| 11 mars 2019 \| 60 000 pièces \| |               |
| Gravure sur la tranche : | Date : | Tirage :      |
|                          | 11 mars 2019 | 60 000 pièces |

| Andorre                  | 600e anniversaire de la création du Conseil de la terre, en 1419, |               |
|                          | Pupitre avec les armoiries de l'Andorre entrouré de différents visages. En bas, un arc de cercle comportant le nom du pays émetteur ANDORRA sous lequel est placé le nombre 600. Dans, le chiffre central, anormalement élargi, les années 1419 et 2019. En haut la légende 600 ANYS DEL CONSELL DE LA TERRA. L'anneau externe de la pièce comporte les douze étoiles du drapeau européen. |               |
| Graveur :                | \| Gravure sur la tranche : \| Date : \| Tirage : \| \| \| 11 novembre 2019 \| 60 000 pièces \| |               |
| Gravure sur la tranche : | Date : | Tirage :      |
|                          | 11 novembre 2019 | 60 000 pièces |

| Belgique                 | 450e anniversaire de la mort du peintre Pieter Bruegel l'Ancien, le 9 septembre 1569 à Bruxelles |                |
|                          | Buste de profil de Pieter Bruegel l'Ancien, tourné vers la gauche, devant un chevalet portant le tableau La Tour de Babel. En haut, à gauche, l'initiale de son prénom suivie de son nom P.BRUEGEL. Juste en dessous, l'année de sa mort suivie d'une obèle 1569† et le millésime 2019. À gauche du tableau, la mention du pays émetteur en abrégé BE. Le dessin est entouré en grande partie d'un cercle formé de points. L'anneau externe de la pièce comporte les douze étoiles du drapeau européen. |                |
| Graveur : Luc Luycx      | \| Gravure sur la tranche : \| Date : \| Tirage : \| \| \| 15 février 2019 \| 155 000 pièces \| |                |
| Gravure sur la tranche : | Date : | Tirage :       |
|                          | 15 février 2019 | 155 000 pièces |

| Belgique                 | 25e anniversaire de la création de l'Institut monétaire européen |                     |
|                          | Effigie d'Alexandre Lamfalussy (1929-2015), premier président de l'Institut monétaire européen, sous laquelle est indiquée son nom A. Lamfalussy. En bas, à gauche, 4 pièces de monnaie stylisées. De haut en bas, elles portent le signe € (pour l'euro), le sigle ECU (pour la European Currency Unit, ancêtre de l'euro) et le code ISO BEF (pour le franc belge). La dernière pièce ne comporte aucun texte. Au-dessus des pièces, le sigle EMI (pour European Monetary Institute) surmonté de l'année de création 1994. En haut à gauche, le nom de l'institut en anglais European Monetary Institute. En bas, la mention du pays émetteur en abrégé BE et le millésime 2019. L'anneau externe de la pièce comporte les douze étoiles du drapeau européen. |                     |
| Graveur : Luc Luycx      | \| Gravure sur la tranche : \| Date : \| Tirage : \| \| \| 3 juin 2019 \| 155 000 exemplaires \| |                     |
| Gravure sur la tranche : | Date : | Tirage :            |
|                          | 3 juin 2019 | 155 000 exemplaires |

| Espagne                  | Centre historique d'Ávila et ses églises extra-muros, inscrit au patrimoine mondial de l'UNESCO depuis 1985, |                     |
|                          | Cette pièce est la dixième d'une série de pièces commémoratives sur les sites espagnols inscrits au patrimoine mondial de l'UNESCO. Trois tours de la muraille d'Ávila, surmontée par la mention du pays émetteur ESPAÑA et le millésime 2019. L'anneau externe de la pièce comporte les douze étoiles du drapeau européen. |                     |
| Graveur :                | \| Gravure sur la tranche : \| Date : \| Tirage : \| \| \| 2 février 2019 \| 1 million de pièces \| |                     |
| Gravure sur la tranche : | Date : | Tirage :            |
|                          | 2 février 2019 | 1 million de pièces |

| Estonie                                 | 150e anniversaire du Festival estonien de la Chanson, créé en 1869, |                     |
|                                         | Dessin d'enfant représentant trois chanteurs de manière stylisée, entourés d'une partition musical ondulante portant les premières notes de l'hymne national estonien, Mu isamaa, mu õnn ja rõõm. En dessous des chanteurs, la légende LAULUPIDU 150 (Festival de la chanson 150). En haut, le millésime 2019 et la mention du pays émetteur EESTI. L'anneau externe de la pièce comporte les douze étoiles du drapeau européen. Le dessin a été réalisé par un enfant. Un concours a été organisé du 23 au 22 novembre 2017, par la Banque d'Estonie, en collaboration avec les organisateurs du festival et un programme de télévision destiné à la jeunesse. Plus de 8000 projets ont été soumis. Un premier jury en a sélectionné 96. Ensuite, un deuxième jury a sélectionné huit projets départagés par le public du 12 au 4 mars 2018. Avec 2887 votes sur les 8322 suffrages exprimés (soit 35 %), c'est le projet de Grete-Lisette Gulbis qui a remporté le concours. |                     |
| Graveur : Grete-Lisette Gulbis (dessin) | \| Gravure sur la tranche : \| Date : \| Tirage : \| \| \| 29 mai 2019 \| 1 million de pièces \| |                     |
| Gravure sur la tranche :                | Date : | Tirage :            |
|                                         | 29 mai 2019 | 1 million de pièces |

| Estonie                  | 100e anniversaire de l'ouverture en 1919 de l'Université de Tartu en tant qu'université en langue estonienne, |                     |
|                          | Représentation stylisée du bâtiment principal de l'université de Tartu sous la légende RAHVUSÜLIKOOL (Université nationale) et du nombre ·100·. Sous le bâtiment la légende latine UNIVERSITAS TARTUENSIS (Université de Tartu) et l'année de sa création 1632. À gauche, la mention du pays émetteur EESTI. À droite, le millésime 2019. L'anneau externe de la pièce comporte les douze étoiles du drapeau européen. |                     |
| Graveur : Indrek Ilves   | \| Gravure sur la tranche : \| Date : \| Tirage : \| \| \| 19 novembre 2019 \| 1 million de pièces \| |                     |
| Gravure sur la tranche : | Date : | Tirage :            |
|                          | 19 novembre 2019 | 1 million de pièces |

| Finlande                 | 100e anniversaire de la Constitution finlandaise, entrée en vigueur le 17 juillet 1919 |                |
|                          | Trois cercles déformés et accolés représentant la Séparation des trois pouvoirs : le pouvoir législatif, le pouvoir exécutif et le pouvoir judiciaire. À gauche, le millésime 2019. En bas, la mention abrégée du pays émetteur FI. L'anneau externe de la pièce comporte les douze étoiles du drapeau européen. |                |
| Graveur :                | \| Gravure sur la tranche : \| Date : \| Tirage : \| \| \| 10 octobre 2019 \| 500 000 pièces \| |                |
| Gravure sur la tranche : | Date : | Tirage :       |
|                          | 10 octobre 2019 | 500 000 pièces |

| France                   | 60e anniversaire de la création du personnage d'Astérix, le 29 octobre 1959, par René Goscinny et Albert Uderzo, |                |
|                          | Effigie d'Astérix de profil, tournée vers la droite, portant un casque ailé. En bas, deux branches de laurier au dessus desquelles est placée la légende LX ANS (60 ans) et le millésime en chiffres romains MMXIX. Entre les deux, en petit, le millésime en chiffres arabes 2019. En haut, le nom du héros ASTÉRIX et l'abréviation du pays émetteur RF (pour République française). L'anneau externe de la pièce comporte les douze étoiles du drapeau européen. |                |
| Graveur :                | \| Gravure sur la tranche : \| Date : \| Tirage : \| \| \| 6 juin 2019 \| 310 000 pièces \| |                |
| Gravure sur la tranche : | Date : | Tirage :       |
|                          | 6 juin 2019 | 310 000 pièces |

| France                    | 30e anniversaire de la chute du Mur de Berlin, dans la nuit du 9 au 10 novembre 1989, |                       |
|                           | Le Mur de Berlin dont un pan s'est écroulé, laissant passer une foule en liesse et des colombes de la paix. Au fond, la Porte de Brandebourg. Sur le mur, à gauche, comme un tag, la légende 30 ANS DE LA CHUTE DU MUR DE BERLIN 30 JAHRE MAUERFALL. En bas, le millésime 2019 et l'abréviation du pays émetteur RF (pour République française). L'anneau externe de la pièce comporte les douze étoiles du drapeau européen. Le dessin est similaire à celui de la pièce émise par l'Allemagne. |                       |
| Graveur : Joaquin Jimenez | \| Gravure sur la tranche : \| Date : \| Tirage : \| \| \| 15 octobre 2019 \| 10 millions de pièces \| |                       |
| Gravure sur la tranche :  | Date : | Tirage :              |
|                           | 15 octobre 2019 | 10 millions de pièces |

| Grèce                            | 150e anniversaire de la mort du poète grec Andreas Calvos, le 3 novembre 1869, à Keddington, au Royaume-Uni, |                |
|                                  | Effigie d'Andreas Calvos tournée vers la gauche. À gauche, son nom ΑΝΔΡΕΑΣ ΚΑΛΒΟΣ suivi de ses années de naissance et de mort 1792-1869. À la hauteur de ses yeux, le millésime 2019. À droite, la mention du pays émetteur ΕΛΛΗΝΙΚΗ ΔΗΜΟΚΡΑΤΙΑ. L'anneau externe de la pièce comporte les douze étoiles du drapeau européen. |                |
| Graveur : Geórgios Stamatópoulos | \| Gravure sur la tranche : \| Date : \| Tirage : \| \| \| 11 juillet 2019 \| 750 000 pièces \| |                |
| Gravure sur la tranche :         | Date : | Tirage :       |
|                                  | 11 juillet 2019 | 750 000 pièces |

| Grèce                            | 100e anniversaire de la naissance de l'archéologue grec Manólis Andrónikos, le 23 octobre 1919, à Bursa, |                |
|                                  | Effigie de Manólis Andrónikos, de face, deux doigts posés sur sa tempe droite. À gauche, son nom ΜΑΝΩΛΗΣ ΑΝΔΡΟΝΙΚΟΣ suivi de ses années de naissance et de mort 1919-1992. À la hauteur de son front, le millésime 2019. À droite, la mention du pays émetteur ΕΛΛΗΝΙΚΗ ΔΗΜΟΚΡΑΤΙΑ. L'anneau externe de la pièce comporte les douze étoiles du drapeau européen. |                |
| Graveur : Geórgios Stamatópoulos | \| Gravure sur la tranche : \| Date : \| Tirage : \| \| \| 11 juillet 2019 \| 750 000 pièces \| |                |
| Gravure sur la tranche :         | Date : | Tirage :       |
|                                  | 11 juillet 2019 | 750 000 pièces |

| Irlande                  | 100e anniversaire de la création du Dáil Éireann, le parlement irlandais, le 21 janvier 1919 |                     |
|                          | Représentation stylisée de la première session du Dáil Éireann dans la Salle ronde de la Mansion House, à Dublin. Au centre, la légende An Chéad Dáil (Premier Dáil) écrit en écriture gaélique. En haut, l'année 1919. En bas, la mention du pays émetteur ÉIRE suivie du millésime 2019. L'anneau externe de la pièce comporte les douze étoiles du drapeau européen. |                     |
| Graveur :                | \| Gravure sur la tranche : \| Date : \| Tirage : \| \| \| 21 janvier 2019 \| 1 million de pièces \| |                     |
| Gravure sur la tranche : | Date : | Tirage :            |
|                          | 21 janvier 2019 | 1 million de pièces |

| Italie                        | 500e anniversaire de la mort de l'artiste et scientifique toscan Léonard de Vinci, le 2 mai 1519 à Amboise, en France |                      |
|                               | Détail du tableau La Dame à l'hermine de Léonard de Vinci montrant le visage d'une femme. À sa gauche, le prénom de l'artiste en italien LEONARDO et les initiales superposées du pays émetteur RI (pour Repubblica Italiana). En bas, à droite, l'année de mort de Léonard de Vinci 1519 au-dessus du millésime 2019. L'anneau externe de la pièce comporte les douze étoiles du drapeau européen. |                      |
| Graveur : Maria Angela Cassol | \| Gravure sur la tranche : \| Date : \| Tirage : \| \| \| août 2019 \| 3 millions de pièces \| |                      |
| Gravure sur la tranche :      | Date : | Tirage :             |
|                               | août 2019 | 3 millions de pièces |

| Lettonie                 | Le soleil levant, élément des Armoiries de la Lettonie, d'après le motif créé en 1917 par Ansis Cīrulis, |                |
|                          | Soleil levant stylisé avec au centre les lettres B et L (pour Brīvā Latvija signifiant Lettonie libre). En haut, la légende UZLĒCOŠĀ SAULE (soleil levant). En bas, la mention du pays émetteur LATVIJA, au-dessus du millésime 2019. L'anneau externe de la pièce comporte les douze étoiles du drapeau européen. |                |
| Graveur :                | \| Gravure sur la tranche : \| Date : \| Tirage : \| \| \| 17 septembre 2019 \| 307 000 pièces \| |                |
| Gravure sur la tranche : | Date : | Tirage :       |
|                          | 17 septembre 2019 | 307 000 pièces |

| Lituanie                   | Les Sutartinės, chansons polyphoniques lituaniennes, |                |
|                            | Composition stylisée montrant trois visages féminins au centre. À gauche, la légende SUTARTINĖS. En haut, la mention du pays émetteur LIETUVA. À droite, le millésime 2019. L'anneau externe de la pièce comporte les douze étoiles du drapeau européen. |                |
| Graveur : Liudas Parulskis | \| Gravure sur la tranche : \| Date : \| Tirage : \| \| \| 10 juillet 2019 \| 500 000 pièces \| |                |
| Gravure sur la tranche :   | Date : | Tirage :       |
|                            | 10 juillet 2019 | 500 000 pièces |

| Lituanie                    | Samogitie, |                |
|                             | Cette pièce est la première pièce d'une série de 5 pièces de 2 € commémoratives sur les régions ethnographiques de Lituanie. Armoiries de la Samogitie composées d'un écusson portant un ours debout. L'écusson est couronné et porté par un soldat et une déesse tenant une ancre. Sous l'écusson, la devise en latin PATRIA UNA (Une patrie). En bas, le nom de la région ŽEMAITIJA. En haut, la mention du pays émeteur LIETUVA. Sous les pieds du soldat, le millésime 2019. L'anneau externe de la pièce comporte les douze étoiles du drapeau européen. |                |
| Graveur : Rolandas Rimkūnas | \| Gravure sur la tranche : \| Date : \| Tirage : \| \| \| Septembre 2019 \| 500 000 pièces \| |                |
| Gravure sur la tranche :    | Date : | Tirage :       |
|                             | Septembre 2019 | 500 000 pièces |

| Luxembourg               | 100e anniversaire de l'accession au trône de la Grande-Duchesse Charlotte, le 15 janvier 1919 |                |
|                          | Côte à côte, les effigies de face du Grand-Duc Henri et de la Grande-Duchesse Charlotte. La légende Centenaire de l'accession au trône de la Grande-Duchesse Charlotte entoure une grande partie des deux effigies. En bas, la mention du pays émetteur LUXEMBOURG au-dessus du millésime 2019. L'anneau externe de la pièce comporte les douze étoiles du drapeau européen. |                |
| Graveur :                | \| Gravure sur la tranche : \| Date : \| Tirage : \| \| \| 10 janvier 2019 \| 500 000 pièces \| |                |
| Gravure sur la tranche : | Date : | Tirage :       |
|                          | 10 janvier 2019 | 500 000 pièces |

| Luxembourg               | 100e anniversaire de l'introduction du suffrage universel au Luxembourg, votée le 8 mai 1919, |                |
|                          | Buste du Grand-Duc Henri, légèrement tourné vers la droite, à côté d'une urne dans laquelle une main introduit un bulletin de vote. En haut, la légende Centenaire du suffrage universel et les années 1919- 2019. En bas, la mention du pays émetteur LUXEMBOURG. L'anneau externe de la pièce comporte les douze étoiles du drapeau européen. |                |
| Graveur :                | \| Gravure sur la tranche : \| Date : \| Tirage : \| \| \| 25 septembre 2019 \| 313 500 pièces \| |                |
| Gravure sur la tranche : | Date : | Tirage :       |
|                          | 25 septembre 2019 | 313 500 pièces |

| Malte                      | Temples mégalithiques de Ta' Ħaġrat, à L-Imġarr, |                |
|                            | Cette pièce est la quatrième d'une série de 7 pièces commémoratives sur les sites préhistoriques maltais. Représentation des ruines des temples mégalithiques de Ta' Ħaġrat. En haut, à droite, la légende, en deux lignes TA' ĦAĠRAT TEMPLES au-dessus des années 3600-3000 BC (BC pour « avant Jésus-Christ »). En dessous du dessin, à gauche, la mention du pays émetteur MALTA au-dessus du millésime 2019. L'anneau externe de la pièce comporte les douze étoiles du drapeau européen. |                |
| Graveur : Noel Galea Bason | \| Gravure sur la tranche : \| Date : \| Tirage : \| \| \| 13 mai 2019 \| 320 000 pièces \| |                |
| Gravure sur la tranche :   | Date : | Tirage :       |
|                            | 13 mai 2019 | 320 000 pièces |

| Malte                            | Nature et environnement |                |
|                                  | Cette pièce est la quatrième d'une série de 5 pièces commémoratives des enfants en solidarité dessinées par des élèves de secondaire sur les thèmes de l'amour, la paix, la nature/l'environnement, le patrimoine et les jeux. Dessin d'enfant représentant un arbre fruitier devant un nuage et un soleil. À gauche du tronc de l'arbre, la mention du pays émetteur Malta au-dessus du millésime 2019. L'anneau externe de la pièce comporte les douze étoiles du drapeau européen. Le dessin a été choisi parmi les 129 projets présentés par des enfants pour les trois pièces de 2 € de la série : patrimoine culturel (2018), nature et environnement (2019) et jeu (2020). Le concours a été lancé le 13 novembre 2017 par la Banque centrale de Malte, en collaboration avec le ministère de l'éducation et de l'emploi de Malte et la Malta Community Chest Fund. Le jury a choisi le projet de Joshua Stuart, étudiant au Maria Regina College, à In-Naxxar pour l'année 2019. |                |
| Graveur : Joshua Stuart (dessin) | \| Gravure sur la tranche : \| Date : \| Tirage : \| \| \| 21 octobre 2019 \| 320 000 pièces \| |                |
| Gravure sur la tranche :         | Date : | Tirage :       |
|                                  | 21 octobre 2019 | 320 000 pièces |

| Monaco                   | 200e anniversaire de l'accession au trône du Prince Honoré V, le 16 février 1819 |               |
|                          | Buste du prince Honoré V, tournant la tête légèrement vers la gauche. En bas, le mot Avènement entouré des années 1819 et 2019. En haut, à gauche, le nom du prince HONORÉ V. En haut, à droite, le nom du pays émetteur MONACO. L'anneau externe de la pièce comporte les douze étoiles du drapeau européen. |               |
| Graveur :                | \| Gravure sur la tranche : \| Date : \| Tirage : \| \| \| septembre 2019 \| 15 000 pièces \| |               |
| Gravure sur la tranche : | Date : | Tirage :      |
|                          | septembre 2019 | 15 000 pièces |

| Portugal                 | 500e anniversaire du départ de Fernand de Magellan de Séville, le 10 août 1519 pour une circumnavigation autour de la Terre, |                |
|                          | Effigie de Fernand de Magellan. À droite, la légende CIRCUM NAVEGAÇÃO (circumnavigation) au-dessus du texte en plus grand 1519 FERNÃO·DE·MĀGĀLHÃES (1519 Fernand de Magellan). À gauche, le millésime et la mention du pays émetteur 2019·PORTUGĀL. L'anneau externe de la pièce comporte les douze étoiles du drapeau européen. |                |
| Graveur :                | \| Gravure sur la tranche : \| Date : \| Tirage : \| \| \| 8 mai 2019 \| 750 000 pièces \| |                |
| Gravure sur la tranche : | Date : | Tirage :       |
|                          | 8 mai 2019 | 750 000 pièces |

| Portugal                 | 600e anniversaire de la découverte de Madère et de Porto Santo par les navigateurs portugais Bartolomeu Perestrelo et Tristão Vaz Teixeira, |                |
|                          | Carte de l'archipel de Madère entourée de la légende 600 anos do Descobrimento da Madeira e do Porto Santo (600 ans de la découverte de Madère et de Porto Santo), de la mention du pays émetteur Portugal et du millésime 2019. L'anneau externe de la pièce comporte les douze étoiles du drapeau européen. |                |
| Graveur :                | \| Gravure sur la tranche : \| Date : \| Tirage : \| \| \| 6 juin 2019 \| 520 000 pièces \| |                |
| Gravure sur la tranche : | Date : | Tirage :       |
|                          | 6 juin 2019 | 520 000 pièces |

| Saint-Marin               | 500e anniversaire de la mort de l'artiste et scientifique toscan Léonard de Vinci, le 2 mai 1519 à Amboise, en France |               |
|                           | Détail du tableau Baptême du Christ d'Andrea del Verrocchio et terminé par Léonard de Vincent, montrant le buste d'un ange. À droite, la légende 1519 LEONARDO 2019. À gauche, la mention du pays émetteur SAN MARINO. L'anneau externe de la pièce comporte les douze étoiles du drapeau européen. |               |
| Graveur : Uliana Pernazza | \| Gravure sur la tranche : \| Date : \| Tirage : \| \| \| 6 juin 2019 \| 60 500 pièces \| |               |
| Gravure sur la tranche :  | Date : | Tirage :      |
|                           | 6 juin 2019 | 60 500 pièces |

| Saint-Marin                   | 550e anniversaire de la mort de l'artiste Fra Filippo Lippi, le 9 octobre 1469 à Spolète |               |
|                               | Reproduction d'un détail de La Lippina ou La Vierge à l'Enfant avec deux anges, œuvre de Fra Filippo Lippi, datant de 1465 environ, montrant la Vierge Marie et l'Enfant Jésus. En haut la mention du pays émetteur SAN MARINO et le nom du peintre FILIPPO LIPPI. Derrière la nuque de la Vierge, l'année de la mort de l'artiste 1469. En bas, le millésime 2019. L'anneau externe de la pièce comporte les douze étoiles du drapeau européen. |               |
| Graveur : Maria Angela Cassol | \| Gravure sur la tranche : \| Date : \| Tirage : \| \| \| 29 août 2019 \| 60 500 pièces \| |               |
| Gravure sur la tranche :      | Date : | Tirage :      |
|                               | 29 août 2019 | 60 500 pièces |

| Slovaquie                | 100e anniversaire de la mort du général et homme politique tchécoslovaque Milan Rastislav Štefánik, le 4 mai 1919 à Ivanka pri Dunaji, |                     |
|                          | Effigie de Milan Rastislav Štefánik portant un képi. À gauche, en arc de cercle, la mention du pays émetteur SLOVENSKO et le nom MILAN RASTISLAV ŠTEFÁNIK. À la gauche de son menton, ses années de naissance et de mort : 1880 et 1919. À droite, le millésime 2019. L'anneau externe de la pièce comporte les douze étoiles du drapeau européen. Le dessin a été choisi lors d'un concours lancé en novembre 2017 auquel ont participé 16 designers, qui ont présenté un total de 29 projets. Un jury s'est constitué en avril 2018 et a désigné les trois lauréats durant l'été 2018. |                     |
| Graveur : Peter Valach   | \| Gravure sur la tranche : \| Date : \| Tirage : \| \| \| 25 avril 2019 \| 1 million de pièces \| |                     |
| Gravure sur la tranche : | Date : | Tirage :            |
|                          | 25 avril 2019 | 1 million de pièces |

| Slovénie                                     | 100e anniversaire de la fondation de l'Université de Ljubljana, |                     |
|                                              | Carré similaire au logo de l'Université de Ljubljana surmonté du texte 100 LET UNIVERZE V LJUBLJANI (100 ans Université de Ljubljana) en trois lignes, sur un fond texturé. Le mot LET est placé verticalement. En bas, à droite, la mention du pays émetteur et le millésime SLOVENIJA 2019. L'anneau externe de la pièce comporte les douze étoiles du drapeau européen. Le dessin a été choisi parmi les 23 projets introduits lors d'un concours qui a eu lieu entre le 26 avril et le 31 mai 2018. Une commission spéciale, composée de membres de la Banque de Slovénie et du ministère slovène des finances a déterminé les trois projets les plus méritants. |                     |
| Graveur : Daniela Vidmar Podboj Tomaž Podboj | \| Gravure sur la tranche : \| Date : \| Tirage : \| \| \| 25 novembre 2019[59] \| 1 million de pièces \| |                     |
| Gravure sur la tranche :                     | Date : | Tirage :            |
|                                              | 25 novembre 2019 | 1 million de pièces |

| Vatican                       | 90e anniversaire de la fondation de l'État de la Cité du Vatican, le 11 février 1929, |               |
|                               | Buste du pape Pie XI tourné vers la gauche, devant le Latran, avec le Palais du Latran, l'Obélisque du Latran et la loggia delle Benedizioni de la Basilique Saint-Jean-de-Latran. En bas, les années 1929 et 2019 dans un ornement. En haut la mention du pays émetteur STATO DELLA CITTÀ DE VATICANO. L'anneau externe de la pièce comporte les douze étoiles du drapeau européen. |               |
| Graveur : Maria Angela Cassol | \| Gravure sur la tranche : \| Date : \| Tirage : \| \| \| 7 mai 2019 \| 91 000 pièces \| |               |
| Gravure sur la tranche :      | Date : | Tirage :      |
|                               | 7 mai 2019 | 91 000 pièces |

| Vatican                   | 25e anniversaire de la fin des travaux de restauration de la Chapelle Sixtine, de 1980 à 1994, |               |
|                           | Reproduction d'un détail du Jugement dernier de Michel-Ange, œuvre située dans la Chapelle Sixtine, à Rome, montrant le Christ et la Saint-Vierge. À droite, la légende CAPPELLA SISTINA – FINE DEI RESTAURI (Chapelle Sixtine - Fin de la restauration) et les années 1994-2019. À gauche, la mention du pays émetteur CITTÀ DEL VATICANO. L'anneau externe de la pièce comporte les douze étoiles du drapeau européen. |               |
| Graveur : Annalisa Masini | \| Gravure sur la tranche : \| Date : \| Tirage : \| \| \| 1er octobre 2019 \| 91 000 pièces \| |               |
| Gravure sur la tranche :  | Date : | Tirage :      |
|                           | 1er octobre 2019 | 91 000 pièces |

## Compléments

### Lectures approfondies
- Olivier Fournier (dir.), €5 : €monnaies et €billets 1999-2009, Paris, Les Chevaux-Légers, 2009 (ISBN 978-2-916996-13-4)
- Catalogue euro, Monnaie et billets 2014, Geesthacht, Leuchtturm, 2014 (ISBN 978-3-00-026627-0)
- Argus Euros, décembre 2020 - février 2021, 76e éd., 128 p. (ISSN 1634-6106)